# Mordecai Baruch Carvalho
Pour les articles homonymes, voir Baruch et Carvalho.
Mordecai Baruch Carvalho ou Mordecai Baruch Carvallo, décédé en janvier 1785, est un riche marchand et rabbin tunisien.

## Biographie
Il voue une partie de sa vie aux études rabbiniques et, en 1752, succède à son professeur Isaac Lumbroso, dont il était le meilleur élève, comme rabbin de la communauté des Granas de Tunis. À travers le pays, il jouit alors d'une haute estime en tant qu'autorité rabbinique. 
Parmi ses publications figurent To'afot Re'em (La force d'une licorne), commentaire sur le travail de Eliyahou Mizrahi (Livourne, 1761), et Mira Dakya (Myrrhe pure), commentaire et recueil de diverses citations du Talmud babylonien et du Yad ha-qazaqah de Moïse Maïmonide (Livourne, 1792). Il publie également le travail inachevé de son fils, Isaac Carvalho, qui meurt en janvier 1759 à l'âge de 28 ans. Ce dernier, intitulé Sefer ha-Zikronot we-Chayye Yitzchaq (Livre des annales et la vie d'Isaac) et publié avec son To'afot Re'em, contient un commentaire sur les travaux de Mizrachi, un recueil de diverses citations du Talmud et quatre oraisons funèbres.
Carvalho meurt en 1785 à un âge avancé.

## Sources
- (en) Cet article est partiellement ou en totalité issu de l’article de Wikipédia en anglais intitulé « Mordecai Baruch Carvalho » (voir la liste des auteurs).
- Cet article contient des extraits de la Jewish Encyclopedia de 1901–1906 dont le contenu se trouve dans le domaine public.